# Norra Kyrketorps socken
Norra Kyrketorps socken i Västergötland ingick i Kåkinds härad, ingår sedan 1971 i Skövde kommun och motsvarar från 2016 Norra Kyrketorps distrikt.
Socknens areal är 22,24 kvadratkilometer varav 21,77 land. År 2000 fanns här 3 482 invånare. Klagstorps herrgård samt tätorten Skultorp med sockenkyrkan Norra Kyrketorps kyrka ligger i socknen.

## Administrativ historik
Socknen har medeltida ursprung. Före den 1 januari 1886 (ändring enligt beslut den 17 april 1885) var namnet Kyrketorps socken. Namnet var under medeltiden även Henene socken.
Vid kommunreformen 1862 övergick socknens ansvar för de kyrkliga frågorna till Kyrketorps församling och för de borgerliga frågorna bildades Kyrketorps landskommun. Landskommunen uppgick 1952 i Skultorps landskommun som 1971 uppgick i Skövde kommun. Församlingen utökades 2002 och uppgick 2010 i Skultorps församling.
1 januari 2016 inrättades distriktet Norra Kyrketorp, med samma omfattning som församlingen hade 1999/2000.  
Socknen har tillhört län, fögderier, tingslag och domsagor enligt vad som beskrivs i artikeln Kåkinds härad. De indelta soldaterna tillhörde Skaraborgs regemente och Västgöta regemente, Kåkinds kompani.

## Geografi
Norra Kyrketorps socken ligger närmats söder om Skövde med Billingen i väster. Socknen är kuperad skogsbygd med  odlingsbygd nedför Billingen.

## Byar och hemman
Norra Kyrketorps socken består historiskt av nedan listade byar och enstaka hemman. När en by har flera hemman anges också hemmansnumren.
- Bussatorpet, enstaka hemman.
- Hene, by med nio hemman (1 Per Svensgården, 2 Prästgården, 3 Skarnholmen, 4 Bredegården, 5 Skytte- eller Bengt Gudmundsgården, 6 Nolbolet, 7 Millomgården, 8 Övregården och 9 Per Svensgården). Nr 9 Per Svensgården upptogs före 1774 som ett hemman tillsammans med nr 1 Per Svensgården. Naturreservatet Hene-Skultorp är inrättat på delar av byns mark.
- Kanekerukan, enstaka hemman.
- Klagstorp (också Klastorp och Claestorp), enstaka hemman tillika säteri. I Rosenbergs geografiska handlexikon från 1880-talet beskrivs egendomen som en herrgård österom Skultorps järnvägsstation. Den utgjordes av Klagstorp, Hene och Vallmossen i Norra Kyrketorps socken och inbegrep kvarn, såg, bränneri och fiske, vidare i Hagelbergs socken av Tåstorp, Hagelberg, Assaretorp, Beckstorp, Hagåsen, Ulvstorp och Åsen samt i Sjögerstads socken av Finnstorp, Gransikagården, Hagåsen, Siggatorp, Utbotorp, Ödebacken, Loringa och Regumatorp inklusive Regumatorps kalkbrott. Ägare var ett bolag. Vid Klagstorps gård fanns länets lantbruksskola.[9]
- Kyrketorp, socknens kyrkby med tre hemman (1 Jon Nilsgården, 2 Nolgården och 3 Andersesgården). Gårdarna är hopslagna till en egendom.
- Sjöttorp, enstaka hemman.
- Skultorp, by med sex hemman (1 Svärtagården, 2 Jon Månsgården, Bäckgården, Sverkilsgården, Per Björsgården och 6 Kullabordet). Västra stambanan, öppnad 1859, drogs genom byn och Skultorp station öppnade 1877. Kring stationen växte tätorten Skultorp fram, vilken i början av 1930-talet hade omkring 400 invånare.[10] Naturreservatet Hene-Skultorp är inrättat på delar av byns mark.
- Tovatorp, by med två hemman (1 Sörgården eller Knipes och 2 Per Svensgården eller Tovatorp) samt en utjord (3).
- Vallmossen, enstaka hemman, inlagt under Klagstorp.

## Fornlämningar
Från järnåldern finns gravar och ett gravfält och domarringar. En runsten har påträffats.

## Namnet
Namnet skrevs 1380 Kirkiuthorpe och kommer från kyrkbyn. Efterleden är torp, 'nybygge' och kan ha varit namnet på kyrkbyn Thorp.